# Астапковичское сельское поселение
Астапковичское сельское поселение — муниципальное образование в составе Рославльского района Смоленской области России.
Административный центр — деревня Астапковичи.
Главой поселения и Главой администрации является Романенкова Наталья Владимировна.

## Географические данные
- Расположение:  юго-западная часть Рославльского района
- Граничит:
  - на севере — с Хорошовским сельским поселением
  - на северо-востоке — с Рославльским городским поселением
  - на юго-востоке — с  Грязенятским сельским поселением
  - на юго-западе — с Ершичским районом
  - на западе — с  Шумячским районом
  - на северо-западе — с Лесниковским сельским поселением
- Крупные реки: Вязовка, Рыдыга.
- По территории поселения проходит автомобильная дорога А101 Москва — Варшава («Старая Польская» или «Варшавка»).
- По территории поселения проходит железная дорога Рославль — Кричев, имеются станции: Астапковичи, Самолюбовка.

## История
Образовано Законом Смоленской области от 28 декабря 2004 года. Законом Смоленской области от 20 декабря 2018 года в Астапковичское сельское поселение к 1 января 2019 года были включены все населённые пункты двух упразднённых сельских поселений: Лесниковского и Хорошовского.

## Население
| 2011  | 2012  | 2013  | 2014  | 2015  | 2016  | 2017  |
| ----- | ----- | ----- | ----- | ----- | ----- | ----- |
| 1112  | ↘1111 | ↘1085 | ↗1088 | ↘1073 | ↘1071 | ↘1062 |
| 2018  | 2019  | 2020  | 2021  |       |       |       |
| ↘1025 | ↘990  | ↗2138 | ↘1891 |       |       |       |

## Населённые пункты
На территории поселения находятся 33 населённых пункта:
| №  | Населённый пункт | Тип     | Население |
| -- | ---------------- | ------- | --------- |
| 1  | Астапковичи      | деревня | 607       |
| 2  | Атроховка        | деревня | 4         |
| 3  | Бахаревка        | деревня | 14        |
| 4  | Бывальское       | деревня | 136       |
| 5  | Гарнево          | деревня | 48        |
| 6  | Глотовка         | деревня | 10        |
| 7  | Дуровщина        | деревня | 10        |
| 8  | Жабино           | деревня | 45        |
| 9  | Заветы Ильича    | деревня | 6         |
| 10 | Зорьки           | деревня | 25        |
| 11 | Ивановское       | деревня | 168       |
| 12 | Кисловка         | деревня | 39        |
| 13 | Козлово          | деревня | 60        |
| 14 | Колпеница        | деревня | 53        |
| 15 | Красная Горка    | деревня | 2         |
| 16 | Кухарево         | деревня | 22        |
| 17 | Лесники          | деревня | 359       |
| 18 | Мохи             | деревня | 0         |
| 19 | Никольское       | деревня | 99        |
| 20 | Осипково         | деревня | 18        |
| 21 | Палом            | деревня | 8         |
| 22 | Петрово          | деревня | 161       |
| 23 | Полшино          | деревня | 27        |
| 24 | Рогово-1         | деревня | 96        |
| 25 | Рогово-2         | деревня | 18        |
| 26 | Слобода          | деревня | 60        |
| 27 | Снегирево        | деревня | 3         |
| 28 | Творожково       | деревня | 32        |
| 29 | Тупичино         | деревня | 3         |
| 30 | Федоровское      | деревня | 24        |
| 31 | Хорошово         | деревня | 289       |
| 32 | Хрепилево        | деревня | 19        |
| 33 | Чепищево         | деревня | 7         |

## Экономика
Сельхозпредприятия, магазины.